# Panchlora nigricornis
Panchlora nigricornis är en kackerlacksart som beskrevs av Walker, F. 1868. Panchlora nigricornis ingår i släktet Panchlora och familjen jättekackerlackor.
Artens utbredningsområde är Ecuador. Inga underarter finns listade i Catalogue of Life.